# Dreaming with a Broken Heart
Dreaming with a Broken Heart è un singolo del cantautore statunitense John Mayer, pubblicato il 4 luglio 2007 come quarto estratto dal terzo album in studio Continuum.

## Tracce
Download digitale
1. Dreaming with a Broken Heart